# 11605 Ranfagni
11605 Ranfagni eller 1995 UP6 är en asteroid i huvudbältet som upptäcktes den 19 oktober 1995 av de båda italienska astronomerna Andrea Boattini och Luciano Tesi vid Pian dei Termini-observatoriet. Den är uppkallad efter Piero Ranfagni.
Asteroiden har en diameter på ungefär 8 kilometer.